# توماس فيسك
توماس فيسك (بالإنجليزية: Thomas Fiske)‏ هو رياضياتي وأستاذ جامعي أمريكي، ولد في 12 مايو 1865 في نيويورك في الولايات المتحدة، وتوفي في 10 يناير 1944 في بكبسي في الولايات المتحدة.